# Germán G. Roitman
Germán G. Roitman (Buenos Aires, 1964) es un ingeniero agrónomo argentino, especializado en botánica. Es profesor de la Facultad de Agronomía de la Universidad de Buenos Aires.
Se graduó en 1986 de ingeniero agrónomo de la Universidad de Buenos Aires y realizó su maestría en la misma universidad en 1991.
Desarrolla su carrera científica como profesor adjunto, en la Cátedra de Jardinería, de la Facultad de Agronomía (UBA).

## Algunas publicaciones
- Roitman, GG. 1999. Pollination Biology Of Grindelia covasii (Asteraceae) A Potential Crop For Arid Lands. J. Arid Env. 43 (1): 103-110. ISBN 01401963
- Roitman, GG; NH Montaldo. 1999. Registro Del Burlisto Castaño, Casiornis rufa (Vieillot) En La Selva De Punta Lara, Provincia De Buenos Aires. Nuestras Aves 40: 19
- Medan, D; NH Montaldo, M Devoto, A Mantese, V Vasellati, GG Roitman, NH Bartoloni. 2002. Plant-Pollinator Relationships at Two Altitudes in the Andes of Mendoza, Argentina. Arctic, Antarctic, & Alpine Res. 34 (3): 233-241
- Roitman, GG; IM Maza. 2003. The Ecology & Cultivation of terrestrial Orchids of Argentina. Herbertia 57: 49-56 Texto en línea
- Roitman, G; A Castillo. 2003. Novedades en el género Cypella (Iridaceae). ISSN 0373-580 X. Bol. Soc. Argent. Bot. 38: 337 - 339
- Roitman, GG; A Castillo. 2004. A new species, Herbertia crosae (Iridaceae), from Uruguay. Brittonia, 56 (4): 361–364
- Roitman G. and A. Castillo. 2005. A new species, Calydorea alba (Iridaceae) from Uruguay. Bol. Soc. Arg. Bot. 40: 311-312
- Roitman, G., I. Maza and A. Castillo. 2006. Presence of Habranthus cardenasianus (Amaryllidaceae) in Argentina. Bol. Soc. Arg. Bot. 41: 95-98
- Roitman, G., A. Castillo, G.M. Tourn and R. Uria. 2007. A new species, Habranthus sanavirone (Amarillydaceae) from Argentina. Novon 17: 393-394
- Roitman, G and A. Castillo. 2007. Calydorea minima a new species of Iridaceae from Argentina. Bol. Soc. Agr. Bot. 42: 321-323
- Roitman, G. & A. Castillo. 2007. Novedades para la flora vascular del como sur de Sudamérica: Nuevas combinaciones en Iridaceae. Darwiniana 45: 236-241
- Roitman, G; A. Castillo and I. Maza 2008. Habranthus neumanii (Amaryllidaceae), a new species from Argentina. Darwiniana 46: 66-68
- Roitman, G; A. Castillo and M.R. Barrios 2008. A new species of Habranthus (Amaryllidaceae) from Argentina. Bol. Soc. Agr. Bot. 43: 153-155
- De Tullio, L. G. Roitman and G. Bernardello. 2008. Tamia (Iridaceae), a Synonym of Calydorea: Cytological and Morphological Evidence. Syst. Bot. 33: 509.513
- Roitman, G and A. Castillo. 2008. Herbertia darwinii (Iridaceae: Tigridieae: Cipurinae), a new species from South America. Bol. Soc. Agr. Bot. 43: 311-314
- Moreno, N. M.L. Las Peñas, G. Bernardello and G. Roitman. 2009. Cytogenetic studies in Herbertia Sw. (Iridaceae). Caryologia 62: 37-42
- Roitman, G., M. Muñoz Schick & M.T. Eyzaguirre. 2009. Sobre la presencia de Romulea rosea (L.) Eckl. (Iridaceae: Crocoideae) en Chile, e invalidación de Calydorea chilensis M. Muñoz. Gayana Botánica 66.
- Ortiz, J.E , S. Berkov , N. B. Pigni , C. Theoduloz , G. Roitman, A. Tapia , J. Bastida & G. E. Feresin. 2012. "Wild Argentinian Amaryllidaceae, a New Renewable Source of the Acetylcholinesterase Inhibitor Galanthamine and Other Alkaloids."Molecules 17: 13473-13482.
- Ortiz, J; N. Pigni; S. Andujar;G. Roitman; F. Suvire; R.D. Enriz; A. Tapia; J. Bastida and G. Feresin. 2016. "Alkaloids from Hippeastrum argentinum and Their Cholinesterase Inhibitory Activities: an in Vitro and in Silico Study." Journal of Natural Products 79: 1241-1248.
- Rodríguez, A.; E. Jacobo; G. Roitman;  F. Miñarro; P. Preliasco y M. Beade. 2016. "Manejo de la oferta forrajera en el parque nacional Campos del Tuyú y en campos ganaderos vecinos para la conservación del venado de las pampas." Ecología Austral 26: 150-165.
- Montaldo, N. Mantese, A. y Roitman, G. 2017. "Sistema reproductivo y polinización de especies leñosas en una selva subtropical invadida por plantas exóticas". Bol. Soc. Arg. Bot. 52: 675- 687.
- Tapia, A., J. Ortiz, A. Garro, N. Pigni, M.B. Agüero, G. Roitman, A. Slanis, D. Enriz, G. E. Feresin and  J. Bastida. 2018. "Cholinesterase-inhibitory effect and in silico analysis of alkaloids from Hieronymiella species." Phytomedicine 39: 66-74.

- La abreviatura «Roitman» se emplea para indicar a Germán G. Roitman como autoridad en la descripción y clasificación científica de los vegetales.[1]